# Alchemilla speciosa
Alchemilla speciosa es una especie de planta del género Alchemilla, perteneciente a la familia Rosaceae.

## Taxonomía
Alchemilla speciosa fue descrita por Robert Buser en 1893.

## Distribución
Se encuentra en el territorio de Transcaucasia y Turquía.